# The Settlers: Rise of an Empire
The Settlers: Rise of an Empire (título original em alemão: Die Siedler - Aufstieg eines Königreichs) é o sexto jogo eletrônico de estratégia em tempo real da série The Settlers, lançado em 2007 pela Ubisoft.
Como os outros jogos da série, o jogo se baseia na construção de cidades e no domínio territorial, com uma variedade de construções para o desenvolvimento de cada império fictício no jogo.
Mesmo não tendo as melhores notas da série, Rise of an Empire não recebeu notas baixas pelos críticos.

## Jogabilidade
Rise of an Empire, como a maioria dos jogos de estratégia em tempo real, consiste na criação de cidades ou impérios e no domínio do poder na partida. Para isso o jogo disponibiliza de construções como castelos, casas de produção, pontos de comércio e armazenamento, entre outros.
O império não é totalmente controlado pelo jogador. Grande parte dos civis se controlam sozinho, podendo pegar materiais, produzir e ir pedir comida ou móveis para suas casas. Apenas as unidades militares são controláveis durante uma partida, além da construção de edifícios.
As partidas tem como objetivos o alcance do nível arquiduque, o mais alto do jogo; a invasão do território inimigo com um grande exército ou a destruição dos três edifícios principais: o monastério, o castelo ou o armazém. Quando um deles é destruído o jogador automaticamente perde a partida.

## Edifícios
A série The Settlers é bastante característica por causa de ser uma série de construção de cidades. O mesmo acontece em Rise of an Empire.
No jogo existem cinco tipos diferentes de construções, sendo essas de defesa e ruas, da coleta de recursos, da produção, militares e construções especiais.

### Cavaleiros
Como em seu antecessor, Heritage of Kings, Rise of an Empire oferece ao jogador a possibilidade de escolher um dos cavaleiros que o jogo possui. Esses cavaleiros tem o poder de controlar a diplomacia com outras nações, junto com o comércio entre elas. Ele também é útil para o apoio do exército dos jogadores, servindo inicialmente para defender as vilas de ataques por animais como ursos e lobos, além de certos ataques bárbaros que ocorrem ocasionalmente. Eles também possuem habilidades especiais, tanto ofensivas, defensivas ou econômicas.
Além disso, cada cavaleiro pode evoluir seu nível ao longo de uma partida, resultado da realização de certos objetivos. Todos os títulos requerem uma certa quantidade de um produto e um certo nível de alguma construção principal. Eles variam de lorde, xerife, barão, conde, marquês e arquiduque. Os cavaleiros disponíveis são Marcus, Alandra, Elias, Kestral, Hakin e Thordal. Geralmente os níveis são requeridos em missões de partidas aleatórias, ou então para se desbloquear os personagens em cada uma das 16 missões da campanha principal.

## Multiplayer
The Settlers: Rise of an Empire possui também um modo multiplayer onde o jogador se encontra em salas online do mundo inteiro e precisa conquistar vitórias, formar clãs e subir na classificação mundial.